# NGC 575
NGC 575 في الفهرس العام الجديد، هي مجرة، تقع في كوكبة الحوت. اكتشفت في 17 أكتوبر 1876 بواسطة إدوارد ستيفان.

## روابط خارجية
- NGC 575 على موقع ويكي سكاي: DSS2, SDSS, GALEX, IRAS, Hydrogen α, X-Ray, Astrophoto, Sky Map, Articles and images